# Mr.S
『Mr.S』（ミスター.エス）は、SMAPの21枚目のオリジナル・アルバム。2014年9月3日発売。発売元はJVCケンウッド・ビクターエンタテインメント。

## 概要
2014年7月26日・27日に放送された『武器はテレビ。SMAP×FNS 27時間テレビ』にて5大ドームツアーの発表と同時に本作の発売も発表された。
本作を引っ提げてのライブツアー『Mr.S -SAIKOU DE SAIKOU NO CONCERT TOUR-』が2014年9月4日から2015年1月12日まで開催された。
今作リリース前にリリースされた「Battery」・「シャレオツ/ハロー」・「Yes we are/ココカラ」・「Top Of The World/Amazing Discovery」は未収録。
SMAPのオリジナル・アルバムにシングル曲が2曲以上収録されるのは2008年リリースの『super.modern.artistic.performance』以来6年ぶりである。
中居正広のみソロ曲が収録されていない。SMAPのオリジナル・アルバムでソロ曲のないメンバーがいるのは、2002年に発売された『SMAP 015/Drink! Smap!』以来12年ぶりとなる。
N.マッピー名義の楽曲が収録されていないのは2006年発売の「Pop Up! SMAP」以来8年ぶり。
2016年12月31日にSMAPが解散したため、オリジナル・アルバムでは本作が最後の作品となる。

## リリース形態
通常盤、初回限定盤、スペシャル限定盤の3形態での発売となる。初回限定盤とスペシャル限定盤にはアルバム収録曲『Mr.S -SAITEI DE SAIKOU NO OTOKO-』のミュージックビデオを収録したDVDが付属され、メイキング映像視聴シリアルコードが封入される。スペシャル限定盤には「Mr.S」のロゴマークが入ったクラッチバッグが封入される。

## 収録曲
CD
| #         | タイトル                                  | 作詞                  | 作曲                           | 編曲                                | 時間  |
| --------- | ----------------------------------------- | --------------------- | ------------------------------ | ----------------------------------- | ----- |
| 1.        | 「Theme of Mr.S（colorful ver.）」(inst.) | -                     | 太田健                         | 太田健                              | 2:23  |
| 2.        | 「Mr.S -SAITEI DE SAIKOU NO OTOKO-」      | 麻生哲朗              | 市川喜康・マシコタツロウ・ha-j | 市川喜康・マシコタツロウ・ha-j      | 4:00  |
| 3.        | 「無我夢中なLIFE」                        | 木村友威              | 和田昌哉・妻夫木崇次           | 中西亮輔                            | 4:10  |
| 4.        | 「藍色のGANG」(草彅剛)                    | 和田唱（TRICERATOPS） | 和田唱                         | 和田唱                              | 4:31  |
| 5.        | 「アマノジャク」                          | 川谷絵音              | 川谷絵音                       | 鈴木Daichi秀行                      | 3:56  |
| 6.        | 「One Chance!」(木村拓哉)                 | 森山直太朗・御徒町凧  | 森山直太朗・御徒町凧           | 清水俊也                            | 5:21  |
| 7.        | 「Joy!!」                                 | 津野米咲              | 津野米咲                       | 菅野よう子                          | 3:58  |
| 8.        | 「DaDaDaDa」(稲垣吾郎・草彅剛)            | 森浩美                | 安田信二                       | 長岡成貢 / コーラスアレンジ: 松下誠 | 3:39  |
| 9.        | 「ビートフルデイ」                        | 大竹創作              | ☆Taku Takahashi                | Mitsunori Ikeda & ☆Taku Takahashi   | 4:13  |
| 合計時間: | 合計時間:                                 | 合計時間:             | 合計時間:                      | 合計時間:                           | 36:11 |

| #         | タイトル                                    | 作詞           | 作曲                     | 編曲                               | 時間  |
| --------- | ------------------------------------------- | -------------- | ------------------------ | ---------------------------------- | ----- |
| 1.        | 「よわいとこ」(木村拓哉・稲垣吾郎)          | 広沢タダシ     | 広沢タダシ               | 本間昭光                           | 4:49  |
| 2.        | 「やりたい放題」                            | 大竹創作       | 大竹創作                 | CHOKKAKU                           | 4:57  |
| 3.        | 「Mistake!」(アルバム・ヴァージョン)        | いしわたり淳治 | HIKARI                   | 川嶋可能                           | 4:28  |
| 4.        | 「SKINAIRO」(香取慎吾)                      | SALU           | Taka“North Pole”Nakamoto | Taka“North Pole”Nakamoto・MANABOON | 3:10  |
| 5.        | 「The Future」                              | Leo Imai       | Koji Nakamura・森俊之    | Koji Nakamura・森俊之              | 3:48  |
| 6.        | 「Dramatic Starlight」(稲垣吾郎)            | TK             | TK                       | CMJK                               | 4:35  |
| 7.        | 「好きよ」                                  | 川谷絵音       | 川谷絵音                 | 鈴木Daichi秀行                     | 4:42  |
| 8.        | 「Theme of Mr.S（monochrome ver.）」(inst.) | -              | 太田健                   | 太田健                             | 2:28  |
| 合計時間: | 合計時間:                                   | 合計時間:      | 合計時間:                | 合計時間:                          | 32:57 |

DVD
| #  | タイトル                                          | 作詞 | 作曲・編曲 |
| -- | ------------------------------------------------- | ---- | ---------- |
| 1. | 「Mr.S -SAITEI DE SAIKOU NO OTOKO-」(Music Video) |      |            |

### 曲解説

#### Disc 1「Mr.S（colorful）」
1. Theme of Mr.S（colorful ver.）（inst.）
2. Mr.S -SAITEI DE SAIKOU NO OTOKO-
本作のリードトラック
3. 無我夢中なLIFE
4. 藍色のGANG - 草彅剛
5. アマノジャク
6. One Chance! - 木村拓哉
自身のソロライブツアー「TAKUYA KIMURA Live Tour 2020 Go with the Flow」,「TAKUYA KIMURA Live Tour 2022 Next Destination」,「TAKUYA KIMURA Live Tour 2024 SEE YOU THERE」でも歌唱されている。
7. Joy!!
50thシングル
香取慎吾主演 フジテレビ系ドラマ『幽かな彼女』主題歌
8. DaDaDaDa - 稲垣吾郎・草彅剛
2014年9月19日放送TBS系『UTAGE!秋の祭典! あの大ヒット曲を歌い踊る宴の2時間SP!』にて、テレビ初披露。
9. ビートフルデイ
6thベスト・アルバム「SMAP 25 YEARS」にも収録された。

#### Disc 2「Mr.S（monochrome）」
1. よわいとこ - 木村拓哉・稲垣吾郎
2. やりたい放題
3. Mistake!（アルバム・ヴァージョン）
49thシングルの1曲目のアルバム・ヴァージョン
4. SKINAIRO - 香取慎吾
5. The Future
6. Dramatic Starlight - 稲垣吾郎
7. 好きよ
2015年6月29日放送の『SMAP×SMAP』内のライブで、「まだ一度もスマスマで歌ったことがない曲」として、「Fine, Peace!」・「真夏の脱獄者」・「掌の世界」・「ビートフルデイ」と共にメドレーで披露された。
8. Theme of Mr.S（monochrome ver.）（inst.）

### 封入特典
※スペシャル限定盤のみ
- クラッチバッグ

## 演奏
Disc 1
- 松本浩昭：Lead Trumpet (#1)
- 近藤淳：Lead Alto Saxophone (#1)
- 鍵和田道男：Lead Trombone (#1)
- 永田一郎：Piano (#1)
- 長岡道夫：Bass (#1)
- 伊藤史朗：Drums (#1)
- 角田順：Guitar (#1)
- 菅原裕紀：Latin Percussion (#1)
- 古田綾子：Keyboards (#1)
- 小池弘之：Violin (#1)
- 小田原友洋：Chorus (#1.2.3.5.7.9)
- 高尾直樹、大嶋吾郎、竹沢敦子、安奈陽子、田中雪子：Chorus (#1)
- ha-j、マシコタツロウ、市川喜康：

All Instruments & Programming (#2)
- 遠山哲朗：Guitar (#3)
- 種子田健：Bass (#3)
- 和田昌哉：Chorus (#3)
- 和田唱 (TRICERATOPS)：Guitars, Ukulele, Chorus (#4)
- 林幸治 (TRICERATOPS)：Bass (#4)
- 吉田佳史 (TRICERATOPS)：Drums (#4)
- 佐々木史郎、五反田靖：Trumpet (#4)
- 佐野聡：Trombone (#4)
- TABOKUN：Bass (#5)
- 山内優：Drums (#5)
- 鈴木Daichi秀行：Guitar & All Other Instruments (#5)
- 森山直太朗：Chorus (#6)
- 佐藤大剛：Acoustic Guitar, Electric Guitar (#6)
- 浜崎賢太：Bass (#6)
- 清水俊也：Keyboards & All Other Instruments (#6)
- 浦田恵司、坂元俊介：Synthesizer Manipulation (#7)
- 今堀恒雄：Guitar (#7)
- 津野米咲 (赤い公園)：Electric Guitar (#7)
- 佐野康夫：Drums (#7)
- 西村浩二：Trumpet (#7)
- 村田陽一：Trombone (#7)
- 竹野昌邦：Sax (#7)
- 小原南中学校3年2組のみなさん：Special Joy!! Chorus (#7)
- 菅野よう子：All Other Instruments (#7)
- 林部直樹：Electric Guitar (#8)
- ゴメス：Keyboards (#8)
- 宗像仁志：Chorus, Programming, Bass, Percussions (#8)
- 佐藤静香：Chorus (#8)
- ☆Taku Takahashi、いけだみつのり：Programming (#9)

Disc 2
- 広沢タダシ：Acoustic Guitar & Chorus (#1)
- 林部直樹：Acoustic Guitar, Electric Guitar (#1)
- 安達貴史：Bass (#1)
- 玉田豊夢：Drums (#1)
- 本間昭光：Piano & Organ (#1)
- 真部裕ストリングス：Strings (#1)
- 五反田靖：Trumpet (#2)
- 東條あづさ：Trombone & Flugelhorn (#2)
- 山本拓夫：Sax & Flute (#2)
- クラッシャー木村ストリングス：Strings (#2)
- 小田原友洋：Chorus (#2.3.5.6.7.8)
- CHOKKAKU：All Other Instruments (#2)
- 佐々木史郎：Trumpet (#3)
- 河合わかば：Trombone (#3)
- 庵原良司：Tenor Sax (#3)
- TIGER：Chorus (#3)
- 川嶋可能：All Other Instruments (#3)
- SALU：Chorus (#4)
- Taka“North Pole”Nakamoto、MANABOON：All Instruments (#4)
- 中村弘二、森俊之：All Instruments (#5)
- CMJK：Programming (#6)
- TABOKUN：Bass (#7)
- 山内優：Drums (#7)
- 鈴木Daichi秀行：Guitar & All Other Instruments (#7)
- 松本浩昭：Lead Trumpet (#8)
- 近藤淳：Lead Alto Saxophone (#8)
- 鍵和田道男：Lead Trombone (#8)
- 永田一郎：Piano (#8)
- 長岡道夫：Bass (#8)
- 伊藤史朗：Drums (#8)
- 角田順：Guitar (#8)
- 菅原裕紀：Latin Percussion (#8)
- 古田綾子：Keyboards (#8)
- 小池弘之：Violin (#8)
- 高尾直樹、大嶋吾郎、竹沢敦子、安奈陽子、田中雪子：Chorus (#8)